# Sára Voříšková
Sára Voříšková (* 17. prosince 1992 Praha) je česká herečka.

## Život
Pochází z Prahy, kde navštěvovala základní školu. V letech 2008–2012 studovala Střední průmyslovou školu oděvní v Praze obor Modelářství a návrhářství oděvů.
V dětství tančila v dětském folklórním souboru souboru Valášek, stejně jako její starší sestra Tereza Ramba, která se stala také herečkou.

## Filmografie
- 2000 Kytice (role: sirota)
- 2003 Jedna ruka netleská (role: Nikolka)
- 2005 Ulice (role: Jarmila Janáčková – Džejdžej)
- 2007 Vratné lahve
- 2012 Nevinné lži – díl „Hvězdička“ (role: Marie)